# Зовнішня партія

Зовнішня партія охоплює 13 % населення Океанії.

Зовнішня партія (англ. Outer Party) — вигаданий соціальний шар з роману Джорджа Орвелла «1984». Партія, що керує Океанією, розділена на дві частини: внутрішню і зовнішню. Зовнішня становить приблизно 13 % населення Океанії. Решта населення належить до класу пролів.

## Умови життя
Головний герой роману, Вінстон Сміт, є членом зовнішньої партії, як і більшість інших персонажів, хоча він взаємодіє з декількома пролами (яких зазвичай зневажають члени партії). Зовнішня партія представляє середній клас у суспільстві Океанії, бюрократів, які виконують більшість фактичної роботи в партійному уряді та його чотирьох міністерствах. Її членів можна ідентифікувати за їхніми синіми комбінезонами.
З певної точки зору, умови життя членів зовнішньої партії, а не пролів, розглядаються як найгірші з трьох класів. Їм не вистачає відносної особистої свободи і простих задоволень пролетаріату, а також розкішного способу життя і привілеїв, наявних у внутрішньої партії, таких як солодощі, якісний тютюн, слуги чи автомобілі. Крім того, вони перебувають під неперервним наглядом телеекранів, на відміну від пролів (яких внутрішня партія вважає несуттєвими) або внутрішньої партії (чий багатий спосіб життя і розкіш підтримують їхню лояльність державі).
Члени зовнішньої партії п'ють дешевий джин «Перемога», оскільки не мають доступу до інших алкогольних напоїв, і приймають сахаринові таблетки замість цукру (хоча можливо отримати його в невеликих кількостях через чорний ринок з поставок внутрішньої партії). Вони курять сигарети «Перемога», які мають тенденцію втрачати тютюн, і вживають їжу низької якості. Крім того, вони мають купувати різні предмети першої необхідності на ринку пролів (наприклад, бритви або шнурки для взуття).